# Can Cuscó (Sant Just Desvern)
Can Cuscó fou un edifici del municipi de Sant Just Desvern (Baix Llobregat) que forma part de l'Inventari del Patrimoni Arquitectònic de Catalunya. Era un edifici de planta baixa, pis i golfes, entre mitgeres i d'inspiració neogòtica. La coberta era a dues vessants i cap als laterals. Tenia tres tramades que recorden la tipologia de les masies. Però la forta inclinació de la coberta desdiu a escala formal aquesta possible referència poètica. L'edifici fou enderrocat l’any 2018 per alçar-hi blocs d’habitatges.
El projecte de la casa data del 1902 i era per a en Francesc Cuscó. En el 1903 es fa el projecte de Cobert. Can Cuscó fou una de les primeres edificacions del cantó de migdia de la carretera.